# Littorina squalida
Littorina squalida (лат.) — вид брюхоногих моллюсков из семейства литторин. Обычно встречается в зоне высоких приливов и в зоне заплеска.

## Внешний вид и строение
Раковина этой литторины крепкая, высотой до 42, диаметром до 37 мм. Имеет 5—6 оборотов; окраска светло-серая, желтовато-серая или оливково-серая, часто со спиральными светло-коричневыми полосами. Скульптура раковины образована тонкими косыми осевыми линиями роста и многочисленными мелкими, слегка волнистыми спиральными рёбрышками.

## Распространение и места обитания
Встречаются вдоль северных берегов Корейского полуострова и острова Хоккайдо до Берингова пролива и южного побережья Аляски. Живут на литорали и в сублиторали на глубине до 20 метров, в основном на камнях и скалах, а также на поверхностях морских макрофитов. Кормятся, соскребая водорослевые обрастания с субстрата. Могут адаптироваться к жизни в эстуариях с низкой солёностью воды.

## Размножение
Нерестятся весной и в начале лета. Яйцевые капсулы дисковидной формы плавают в планктоне.

## Littorina squalidaи человек
Охранный статус вида не оценивался, он безвреден для человека, не является объектом промысла.